# Atrichopogon longiserra
Atrichopogon longiserra är en tvåvingeart som först beskrevs av Jean-Jacques Kieffer 1921.  Atrichopogon longiserra ingår i släktet Atrichopogon och familjen svidknott. Inga underarter finns listade i Catalogue of Life.